# Georges d'Autriche
Georges d'Autriche, né en 1505 à Gand et mort le 4 mai 1557 à Liège, fils illégitime de Maximilien Ier, est évêque de Brixen (Tyrol) en 1525, archevêque de Valence de 1538 à 1544 et prince-évêque de Liège de 1544 à 1557.

## Biographie

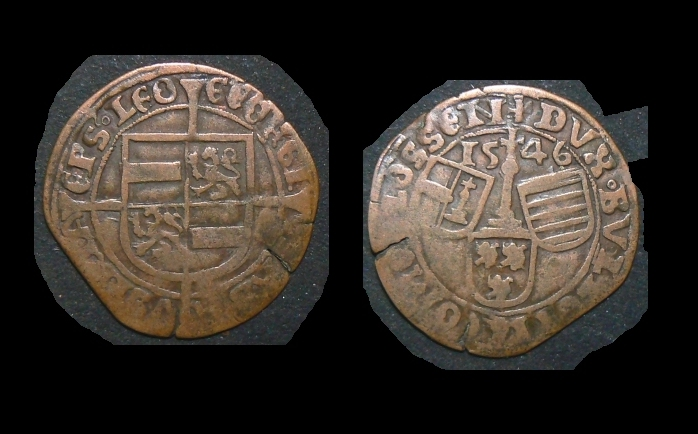
Monnaie en bronze de Georges d'Autriche.

Il est prince-évêque de Liège de 1544 à 1557, choisi comme coadjuteur par son neveu, l'empereur et roi Charles Quint, comme son prédécesseur. Il est de ce fait un adversaire implacable de l'influence française en principauté de Liège, laquelle était enclavée dans les Pays-Bas bourguignons, possessions de l'Empereur. Il rencontre l'empereur Charles Quint à maintes reprises. Lors de l'abdication de l'Empereur en 1555, il renouvelle l'alliance avec son  successeur, Philippe II, roi d'Espagne.
Il est le demi-frère d'un autre prélat, Léopold d'Autriche, issu illégitimement du même illustre père, qui meurt évêque de Cordoue la même année que lui.
Ses cendres reposaient anciennement dans la Cathédrale Notre-Dame-et-Saint-Lambert mais depuis la Révolution, celle-ci se situent dans le collatéral Nord de la Cathédrale Saint-Paul de Liège.